# CompactPCI PlusIO
CompactPCI PlusIO ist eine Erweiterung zum Industriestandard PICMG 2.0 CompactPCI für modulare Rechnersysteme.
CompactPCI PlusIO wurde im November 2009 offiziell von der PCI Industrial Computer Manufacturers Group (PICMG) als PICMG 2.30 CompactPCI PlusIO angenommen. PICMG 2.30 ist zu 100 % kompatibel zu CompactPCI und definiert einen Migrationspfad zum künftigen Standard, CompactPCI Serial. Die Spezifikation legt eine Pinbelegung an der Rückwand fest, die sich auf moderne, schnelle serielle Punkt-zu-Punkt-Verbindungen konzentriert.
Die neue Technologie, die den parallelen CompactPCI-Bus ablöst, umfasst sowohl CompactPCI Serial als auch CompactPCI PlusIO.

## Geschichte
Die Norm CompactPCI beinhaltet einen Haupt-Busstecker, J1, und definiert Benutzer-Pins für Ein-/Ausgabe (User I/O) sowie eine 64-Bit-Erweiterung für den alten PCI-Bus am Stecker J2. J1 und J2 sind bei 3-HE-Einfach-Europakarten die einzigen Steckverbinder. Die CompactPCI-Definition für 6-HE-Doppel-Europakarten enthält zusätzliche Stecker (J3, J4, J5) für rückseitige Ein-/Ausgabe. Es gibt jedoch nur für den J3 einen echten Standard für rückseitige Ein-/Ausgabe: in der Spezifikation PICMG 2.16 CompactPCI Packet Switching Backplane, die Ethernet-Schnittstellen an der Backplane von 6-HE-Karten definiert.
In den letzten Jahren wurden schnelle, serielle Punkt-zu-Punkt-Verbindungen zum Stand der Technik und lösen nun nach und nach die klassische Bus-Architektur in Rechnern ab. Hinzu kommt, dass 3-HE-Systeme aufgrund ihres geringen Platzbedarfs sehr häufig eingesetzt werden. Das gilt besonders für modulare Embedded-Anwendungen, zum Beispiel im Bereich Kommunikation. Infolgedessen versuchten mehrere Hersteller, unter Verwendung des J2-Steckers ihre eigenen Rückwand-I/O-Konzepte zu entwickeln, konnten aber auf keine Norm zurückgreifen, um ihre J2-Pinbelegung kompatibel zu anderen Baugruppen zu gestalten. Ein anderer Ansatz, schnelle serielle Schnittstellen zu realisieren, waren sogenannte Switched Fabrics, die über zusätzliche Switches und Bridges miteinander verbunden waren. Dies war mit höheren Kosten verbunden und die daraus entstandenen Lösungen waren zu spezialisiert, um miteinander kompatibel zu sein.
Der CompactPCI-Standard in der jetzigen Form bietet keine standardisierte Lösung für die Art von modularer Vernetzung, die für die Zukunft gefordert ist. Die Zusatzspezifikation PICMG 2.30 CompactPCI PlusIO bietet diese Vernetzung auf der bekannten Plattform CompactPCI. Sie bleibt mit der existierenden Norm kompatibel, ergänzt sie jedoch um eine neue Definition des rückseitigen Steckers J2, und fügt so eine Reihe von seriellen Schnittstellen hinzu, um im 3-HE-Format schnelle und standardisierte Rückwand-I/O bereitzustellen. Mit diesen seriellen Punkt-zu-Punkt-Verbindungen schließt CompactPCI PlusIO auch die Lücke zwischen dem parallelen CompactPCI und dem seriellen Standard CompactPCI Serial.

## Schnittstellen
PICMG 2.30 CompactPCI PlusIO definiert die folgenden Schnittstellen am Rückwand-Stecker J2:
- 4 × PCI-Express (je eine Lane)
- 2 × Ethernet 1000BASE-T
- 4 × USB 2.0
- 4 × SATA/SAS

## Busplatinen-Stecker
Die Erweiterung PICMG 2.30 führt einen neuen Steckverbindertyp für den J2 auf der Einsteckkarte ein, nämlich einen Ultra-Hard-Metric-(UHM)-Stecker. Seine „Virtuelle-Koaxiale-Box“-Schirmtechnologie reduziert das Übersprechen bei hohen Geschwindigkeiten. Der Steckverbinder unterstützt hohe Frequenzen von 5 GBit/s, und das sogar dann, wenn er mit dem ungeschirmten Standard-CompactPCI-Stecker mit 2-mm-Hard-Metric-Messerleiste zusammengesteckt wird.
Der entsprechende Stecker P2 an der Backplane bleibt identisch mit CompactPCI, ebenso wie die Stecker J1/P1.

## Kompatibilität mit CompactPCI und CompactPCI Serial
PICMG 2.30 verleiht den Pins am J2 eine festgelegte Schnittstellenfunktionalität. Dadurch ist der Betrieb mit 64-Bit-Bus nicht mehr möglich.
Der neue Steckverbindertyp des J2 selbst ist 100 % kompatibel mit dem bisherigen Steckverbinder. Der Busstecker J1 entspricht der CompactPCI-Definition.
Insgesamt ist CompactPCI PlusIO 100 % kompatibel zum bisherigen 32-Bit-CompactPCI in den Formaten 3 HE und 6 HE (Einfach- und Doppel-Europakarten). Zugleich bilden die serielle I/O-Vernetzung und der leistungsfähigere Steckverbinder der Spezifikation eine Brücke hin zur künftigen System-Architektur von CompactPCI Serial. Hybrid-Backplanes unterstützen mehrere Baugruppen der drei verschiedenen Standards PICMG 2.0, 2.30 und CPCI-S.0.